# Zamasp

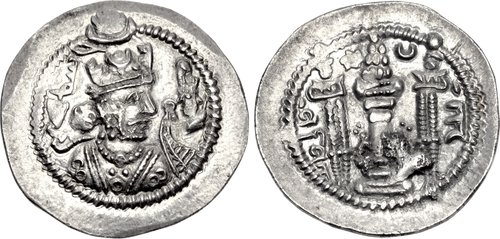
Zamasp afgebeeld op een zilveren munt. Op de keerzijde ziet men een vuuraltaar met twee priesters.

Zamasp was van 496 - 498 koning van het Sassanidische Rijk.
Hij werd door de priesters van het zoroastrisme op de troon gezet nadat ze zijn broer Kavad aan de kant gezet hadden. Kavad, die de priesters een groter deel van de lasten had willen laten dragen, wist echter uit gevangenschap te ontsnappen en terug te keren met een leger van de Heftalieten. Zamasp gaf zich zonder verzet over en zo kwam Kavad zonder geweld weer terug op de troon.